# John Tonelli
John Alexander Tonelli, född 23 mars 1957, är en kanadensisk före detta professionell ishockeyspelare som tillbringade 14 säsonger i den nordamerikanska ishockeyligan National Hockey League (NHL), där han spelade för ishockeyorganisationerna New York Islanders, Calgary Flames, Los Angeles Kings, Chicago Blackhawks och Quebec Nordiques. Han producerade 836 poäng (325 mål och 511 assists) samt drog på sig 911 utvisningsminuter på 1 028 grundspelsmatcher. Tonelli spelade också för Houston Aeros i World Hockey Association (WHA); Toronto Marlboros i Ontario Hockey Association (OHA-Jr.) och Ontario Major Junior Hockey League (OMJHL).
Han draftades i andra rundan i 1977 års draft av Islanders som 33:e spelare totalt.
Tonelli var en av kärnmedlemmarna i Islanders dynastilag som vann fyra raka Stanley Cup-titlar för säsongerna 1979-1980, 1980-1981, 1981-1982 och 1982-1983.
Han är kusin till ishockeyspelaren Ryan Jones som spelar för tyska Kölner Haie i Deutsche Eishockey Liga (DEL).

## Statistik
| 1973–1974      | Toronto Marlboros  | OHA-Jr.        | 69   | 18  | 37  | 55  | 62  | —   | —  | —  | —   | —   |
| 1974–1975      | Toronto Marlboros  | OMJHL          | 70   | 49  | 86  | 135 | 85  | —   | —  | —  | —   | —   |
| 1975–1976      | Houston Aeros      | WHA            | 79   | 17  | 14  | 31  | 66  | 17  | 7  | 7  | 14  | 18  |
| 1976–1977      | Houston Aeros      | WHA            | 80   | 24  | 31  | 55  | 109 | 11  | 3  | 4  | 7   | 12  |
| 1977–1978      | Houston Aeros      | WHA            | 65   | 23  | 41  | 64  | 103 | 6   | 1  | 3  | 4   | 8   |
| 1978–1979      | New York Islanders | NHL            | 73   | 17  | 39  | 56  | 44  | 10  | 1  | 6  | 7   | 0   |
| 1979–1980      | New York Islanders | NHL            | 77   | 14  | 30  | 44  | 49  | 21  | 7  | 9  | 16  | 18  |
| 1980–1981      | New York Islanders | NHL            | 70   | 20  | 32  | 52  | 57  | 16  | 5  | 8  | 13  | 16  |
| 1981–1982      | New York Islanders | NHL            | 80   | 35  | 58  | 93  | 57  | 19  | 6  | 10 | 16  | 18  |
| 1982–1983      | New York Islanders | NHL            | 76   | 31  | 40  | 71  | 55  | 20  | 7  | 11 | 18  | 20  |
| 1983–1984      | New York Islanders | NHL            | 73   | 27  | 40  | 67  | 66  | 17  | 1  | 3  | 4   | 31  |
| 1984–1985      | New York Islanders | NHL            | 80   | 42  | 58  | 100 | 95  | 10  | 1  | 8  | 9   | 10  |
| 1985–1986      | New York Islanders | NHL            | 65   | 20  | 41  | 61  | 50  | —   | —  | —  | —   | —   |
|                | Calgary Flames     | NHL            | 9    | 3   | 4   | 7   | 10  | 22  | 7  | 9  | 16  | 49  |
| 1986–1987      | Calgary Flames     | NHL            | 78   | 20  | 31  | 51  | 72  | 3   | 0  | 0  | 0   | 4   |
| 1987–1988      | Calgary Flames     | NHL            | 74   | 17  | 41  | 58  | 84  | 6   | 2  | 5  | 7   | 8   |
| 1988–1989      | Los Angeles Kings  | NHL            | 77   | 31  | 33  | 64  | 110 | 6   | 0  | 0  | 0   | 8   |
| 1989–1990      | Los Angeles Kings  | NHL            | 73   | 31  | 37  | 68  | 62  | 10  | 1  | 2  | 3   | 6   |
| 1990–1991      | Los Angeles Kings  | NHL            | 71   | 14  | 16  | 30  | 49  | 12  | 2  | 4  | 6   | 12  |
| 1991–1992      | Chicago Blackhawks | NHL            | 33   | 1   | 7   | 8   | 37  | —   | —  | —  | —   | —   |
|                | Quebec Nordiques   | NHL            | 19   | 2   | 4   | 6   | 14  | —   | —  | —  | —   | —   |
| NHL totalt     | NHL totalt         | NHL totalt     | 1028 | 325 | 511 | 836 | 911 | 172 | 40 | 75 | 115 | 200 |
| WHA totalt     | WHA totalt         | WHA totalt     | 224  | 64  | 86  | 150 | 278 | 34  | 11 | 14 | 25  | 38  |
| OMJHL totalt   | OMJHL totalt       | OMJHL totalt   | 70   | 49  | 86  | 135 | 85  | —   | —  | —  | —   | —   |
| OHA-Jr. totalt | OHA-Jr. totalt     | OHA-Jr. totalt | 69   | 18  | 37  | 55  | 62  | —   | —  | —  | —   | —   |